# Karl Gebhardt (Unternehmer)
Karl Gebhardt (* 17. November 1894 in Nürnberg; † nach 1962) war ein deutscher Kaufmann und Manager in der Maschinenbau-Industrie.

## Leben

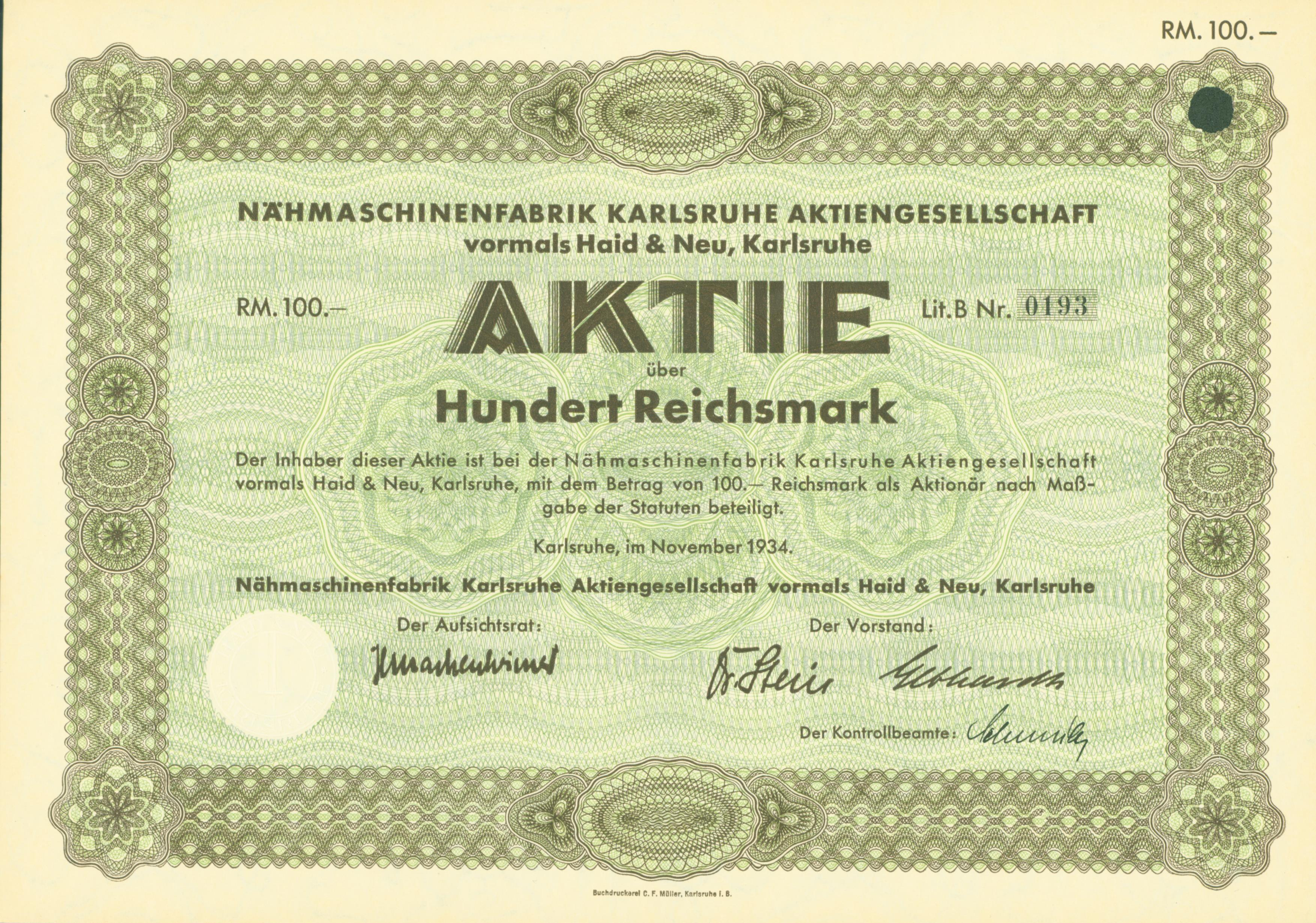
Aktie über 100 RM der Nähmaschinenfabrik Karlsruhe AG vom November 1934 mit Unterschrift von Vorstand Gebhardt.

Gebhardt erhielt seine kaufmännische Ausbildung in verschiedenen Maschinenfabriken. Später war er Direktor und Vorstandsmitglied der Nähmaschinenfabrik Karlsruhe (vormals Haid & Neu). Von 1951 bis 1962 war er Präsident der Industrie- und Handelskammer Karlsruhe.
1952 wurde er mit dem Verdienstkreuz der Bundesrepublik Deutschland und 1955 mit dem Großen Verdienstkreuz ausgezeichnet.